# Ontario International Airport

i7
i11
i13
Der Ontario International Airport (IATA-Code: ONT, ICAO-Code: KONT) ist der internationale Verkehrsflughafen der amerikanischen Großstadt Ontario im US-Bundesstaat Kalifornien.

## Lage und Verkehrsanbindung
Der Ontario International Airport liegt im San Bernardino County, fünf Kilometer östlich des Stadtzentrums von Ontario und 59 Kilometer östlich des Stadtzentrums von Los Angeles. Die Interstate 10 verläuft nördlich des Flughafens, während die Interstate 15 östlich des Flughafens verläuft. Zudem verläuft die als Freeway ausgebaute California State Route 60 südlich des Flughafens.
Der Ontario International Airport wird durch Busse in den Öffentlichen Personennahverkehr eingebunden, die Route 61 der Nahverkehrsgesellschaft Omnitrans fährt die Passagierterminals regelmäßig an. Zudem hält die Omnitrans Route 81 in der Nähe des UPS-Frachtterminals im Südosten des Flughafengeländes.

## Geschichte
Der Flughafen wurde 1929 errichtet und als Ontario Municipal Airport eröffnet. Während des Zweiten Weltkriegs wurde der Flughafen von den United States Army Air Forces genutzt. 1946 wurde der Flughafen aufgrund interkontinentaler Frachtflüge in Ontario International Airport umbenannt. 1947 verließ das Militär den Flughafen. Die Bundesregierung der Vereinigten Staaten verkaufte den Flughafen an die Stadt Ontario. Ab 1949 wurden Linienflüge angeboten, zwei Jahre später wurde ein neues Passagierterminal errichtet.
Im Oktober 1967 übernahm das Los Angeles Department of Airports den Betrieb des Flughafens. 1970 wurde das Passagierterminal erweitert. Im Folgejahr wurden erstmals mehr als eine Million Passagiere abgefertigt, 1978 waren es bereits über zwei Millionen Passagiere. 1981 wurde eine neue, für Großraumflugzeuge geeignete Start- und Landebahn eröffnet. Im Juli 1985 wurde die Stadt Los Angeles Eigentümer des Flughafens. 1986 wurden über vier Millionen Passagiere abgefertigt, am 22. August 1987 weihte die Federal Aviation Administration einen neuen Kontrollturm ein. 1989 wurden über fünf Millionen Passagiere abgefertigt. 1990 begann der United Parcel Service mit Errichtung eines Fracht-Drehkreuzes, drei Jahre später wurden über sechs Millionen Passagiere innerhalb eines Jahres abgefertigt. 1995 erfolgte dann der erste Spatenstich für ein neues Passagierterminal. Im Mai 1997 wurde das Los Angeles Department of Airports in Los Angeles World Airports umbenannt. Am 27. September 1998 wurde das neue Passagierterminal eröffnet. Im Jahr 2006 wurde der Flughafen in LA/Ontario International Airport umbenannt.
Nachdem das Passagieraufkommen und die Flugbewegungen deutlich zurückgingen, reichte die Stadt Ontario 2013 eine Klage gegen die Stadt Los Angeles ein, in der sie ihr Missmanagement vorwarf und die Rückgabe des Flughafens forderte. Die Stadt Los Angeles begründete die Rückgänge dagegen mit den Auswirkungen der Weltfinanzkrise. Im August 2015 konnte eine Einigung erzielt werden, zum 1. November 2016 wurde das Eigentum am Flughafen von Los Angeles World Airports an die bereits 2012 gegründete Ontario International Airport Authority übertragen. Außerdem wurde der Flughafen in Ontario International Airport umbenannt. Am 25. März 2018 nahm China Airlines Flüge nach Taiwan auf, damit wurden erstmals in der Geschichte des Flughafens interkontinentale Passagierflüge angeboten.

## Flughafenanlagen

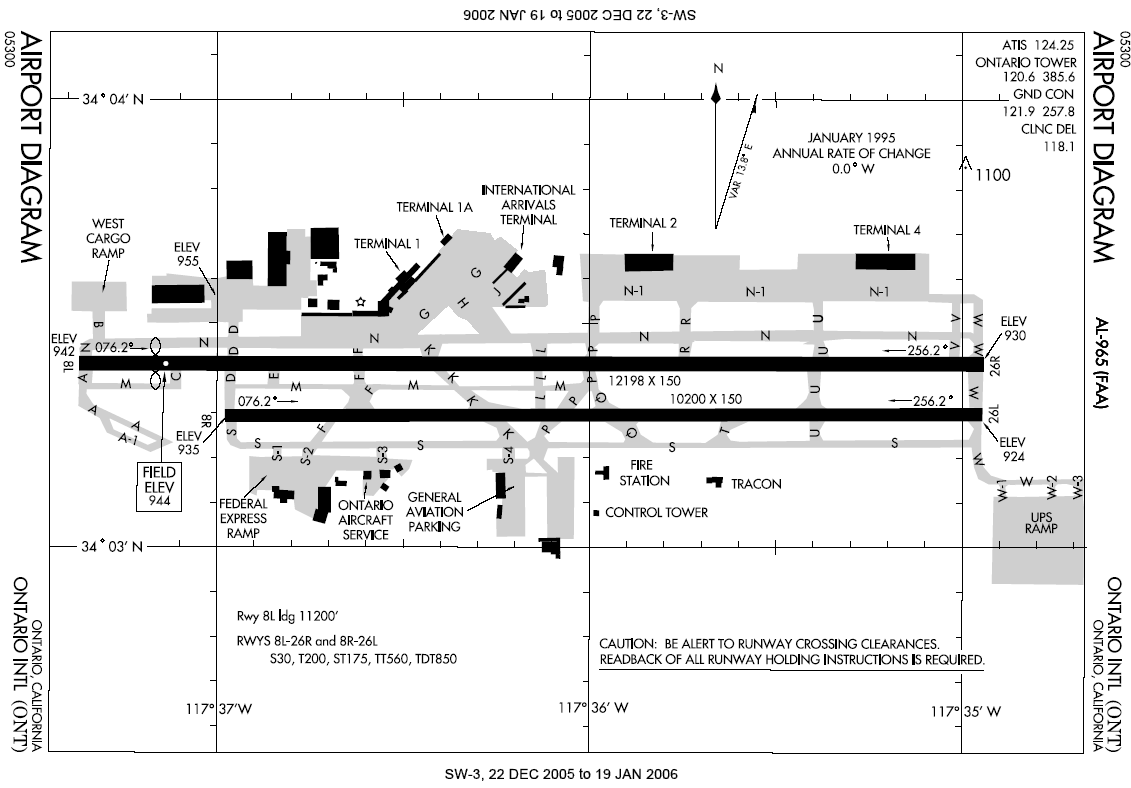
Flughafendiagramm (veraltet)

Der Ontario International Airport hat eine Gesamtfläche von 705 Hektar.

### Start- und Landebahnen
Der Ontario International Airport verfügt über zwei Start- und Landebahnen. Die längste Start- und Landebahn trägt die Kennung 08L/26R, ist 3.718 Meter lang und 46 Meter breit. Die parallele Start- und Landebahn 08R/26L ist 3.109 Meter lang und ebenfalls 46 Meter breit. Beide Start- und Landebahnen sind mit einem Belag aus Beton ausgestattet.

### Passagierterminals
Der Ontario International Airport verfügt über vier Passagierterminals, von denen sich jedoch nur drei in Betrieb befinden.

#### Terminal 2

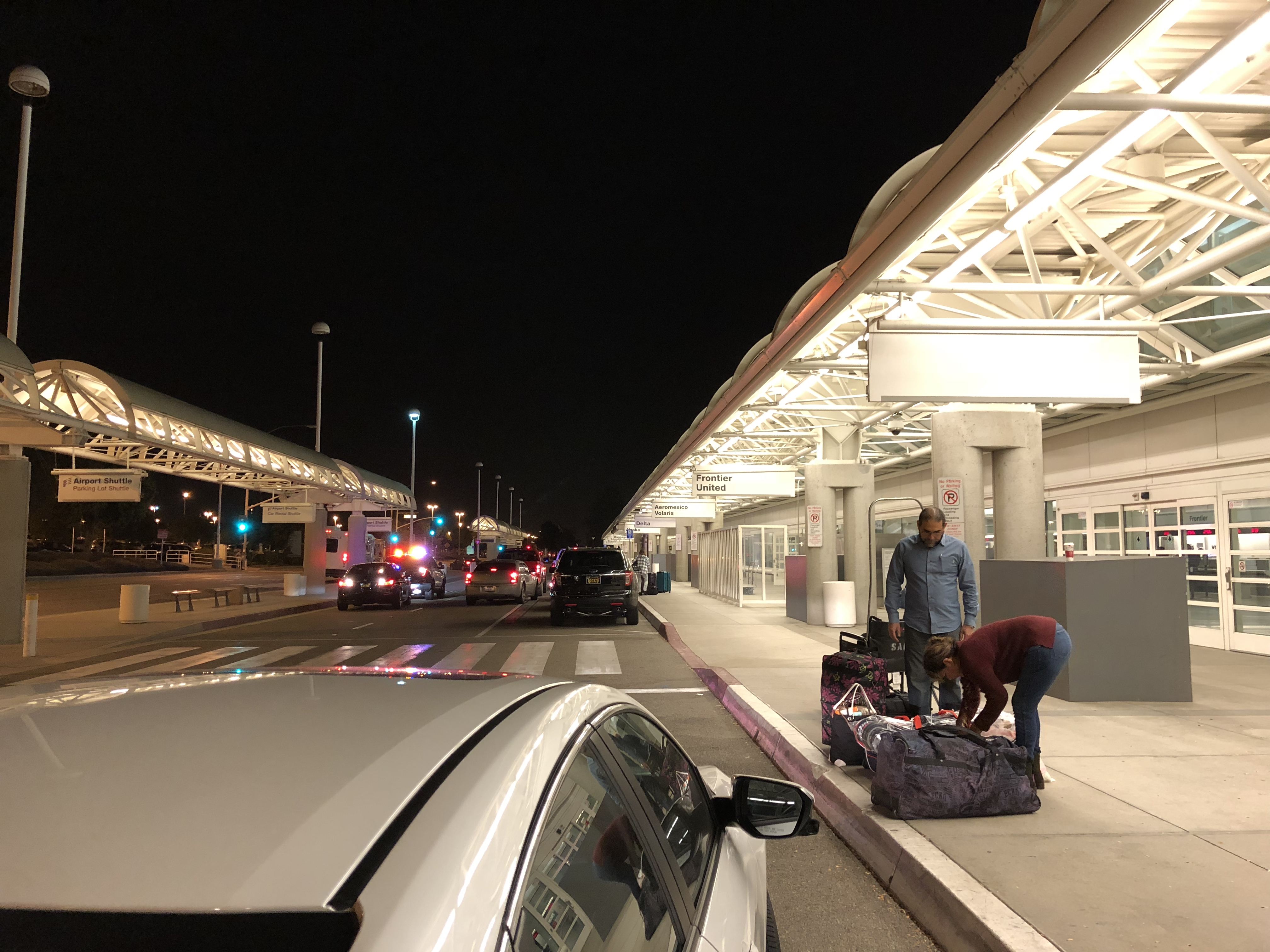
Außenansicht des Terminal 2

Das Terminal 2 verfügt über 13 mit Fluggastbrücken ausgestattete Flugsteige. Es wird von Alaska Airlines, Avianca El Salvador, China Airlines, Delta Air Lines, Frontier Airlines, Jetblue Airways, United Airlines und Volaris genutzt.

#### Terminal 4
Das Terminal 4 verfügt über 14 mit Fluggastbrücken ausgestattete Flugsteige. Es wird von American Airlines, Hawaiian Airlines und Southwest Airlines genutzt.

#### International Arrivals Terminal
Am International Arrivals Terminal werden die ankommenden internationalen Flüge von Avianca El Salvador, China Airlines und Volaris abgefertigt.

## Fluggesellschaften und Ziele
Der Ontario International Airport wird mit 23 Zielen in den Vereinigten Staaten verbunden, darunter vor allem mit den großen Drehkreuze der Fluggesellschaften. Zudem werden internationale Ziele in Nordamerika und Asien angeflogen.
Der Ontario International Airport wird von zahlreichen US-amerikanischen Fluggesellschaften für Inlandsflüge genutzt. Im Jahr 2021 hatte Southwest Airlines einen Marktanteil von 37,53 Prozent, gefolgt von American Airlines mit 19,71 Prozent und Delta Air Lines mit 12,05 Prozent.

## Verkehrszahlen
| Jahr | Fluggastaufkommen | Luftfracht (Tonnen) (mit Luftpost) | Flugbewegungen (mit Militär) |
| ---- | ----------------- | ---------------------------------- | ---------------------------- |
| 2021 | 4.496.592         | 807.742                            |                              |
| 2020 | 2.538.482         | 838.384                            |                              |
| 2019 | 5.583.732         | 709.412                            |                              |
| 2018 | 5.115.894         | 681.776                            |                              |
| 2017 | 4.552.702         | 593.724                            | 109.544                      |
| 2016 | 4.251.903         | 514.763                            | 90.688                       |
| 2015 | 4.209.311         | 462.491                            | 88.074                       |
| 2014 | 4.127.280         | 430.461                            | 83.766                       |
| 2013 | 3.971.136         | 414.163                            | 83.087                       |
| 2012 | 4.296.459         | 412.660                            | 83.352                       |
| 2011 | 4.540.694         | 378.918                            | 90.753                       |
| 2010 | 4.812.578         | 356.005                            | 93.717                       |
| 2009 | 4.861.110         | 354.764                            | 98.332                       |
| 2008 | 6.232.975         | 436.614                            | 124.242                      |
| 2007 | 7.207.150         | 483.407                            | 147.678                      |
| 2006 | 7.049.904         | 494.854                            | 136.261                      |

### Verkehrsreichste Strecken
| Rang | Stadt                       | Passagiere | Fluggesellschaft              |
| ---- | --------------------------- | ---------- | ----------------------------- |
| 01   | Dallas/Fort Worth, Texas    | 309.820    | American                      |
| 02   | Denver, Colorado            | 242.340    | Frontier, Southwest, United   |
| 03   | Phoenix–Sky Harbor, Arizona | 267.630    | American, Frontier, Southwest |
| 04   | Seattle/Tacoma, Washington  | 207.050    | Alaska, Delta                 |
| 05   | Sacramento, Kalifornien     | 160.910    | Southwest                     |
| 06   | Las Vegas, Nevada           | 148.610    | Frontier, Southwest           |
| 07   | Salt Lake City, Utah        | 132.590    | Delta                         |
| 08   | Oakland, Kalifornien        | 107.520    | Southwest                     |
| 09   | Atlanta, Georgia            | 96.990     | Delta                         |
| 10   | San José, Kalifornien       | 85.590     | Southwest                     |

## Zwischenfälle
- Am 31. März 1971 verunglückte eine Boeing 720-047B der Western Airlines (Luftfahrzeugkennzeichen N3166) auf dem Flughafen. Die fünf Besatzungsmitglieder, die einen Trainingsflug absolvierten, kamen ums Leben. Unfallursache war das Versagen einer Stützbefestigung des hydraulischen Antriebs des Seitenruders aufgrund einer Kombination aus Spannungsrisskorrosion und hoher Zugbelastung, was kurz nach Beginn eines Durchstartmanövers bei einem simulierten Triebwerksausfall zum vollständigen Verlust der Kontrolle über das Seitenruder führte (siehe auch Western-Airlines-Flug 366).[22]

## Trivia
- Der Flughafen diente bereits häufig als Filmkulisse, beispielsweise für Die besten Jahre unseres Lebens und Catch Me If You Can.